# Mijo Gorski
Mijo Gorski (ur. 17 września 1952 w Mihovljaniu) – chorwacki duchowny katolicki, biskup pomocniczy archidiecezji zagrzebskiej od 2010.

## Życiorys

### Prezbiterat
Święcenia kapłańskie otrzymał 26 czerwca 1977 i został inkardynowany do archidiecezji zagrzebskiej. Przez wiele lat pracował jako duszpasterz parafialny (przede wszystkim w Zagrzebiu), był także m.in. wikariuszem biskupim dla Zagrzebia, rektorem miejscowego seminarium oraz kanonikiem kapituły katedralnej.

### Episkopat
3 maja 2010 papież Benedykt XVI mianował go biskupem pomocniczym archidiecezji zagrzebskiej, ze stolicą tytularną Epidaurum. Sakry biskupiej udzielił mu kard. Josip Bozanić.